# Grzendzin
Grzendzin (polnisch Grzędzin) ist eine Ortschaft in Oberschlesien. Sie liegt in der Gemeinde Groß Neukirch im Powiat Kędzierzyńsko-Kozielski (Landkreis Kandrzin-Cosel) in der Woiwodschaft Oppeln.

## Geografie

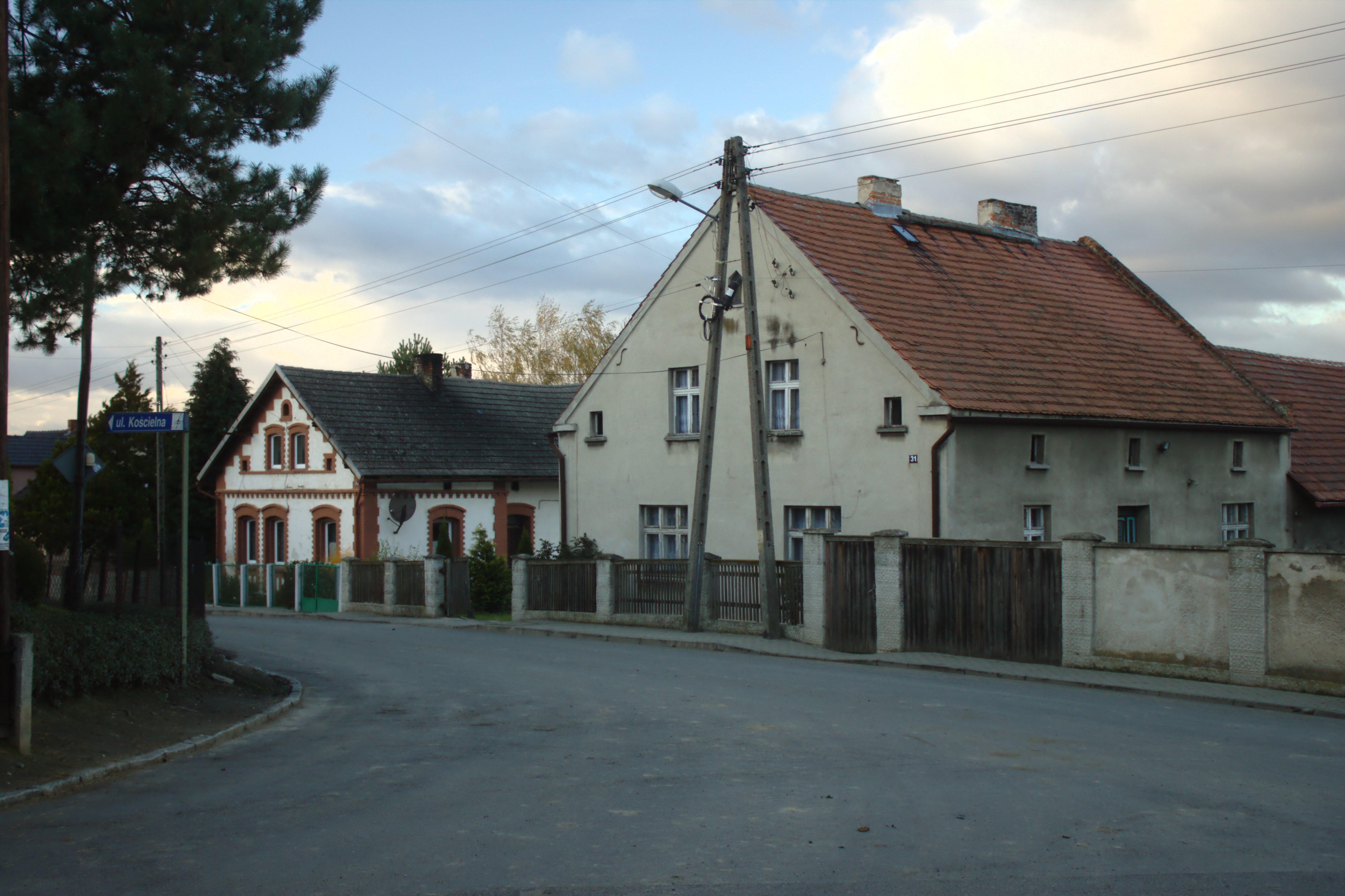
Ortsansicht

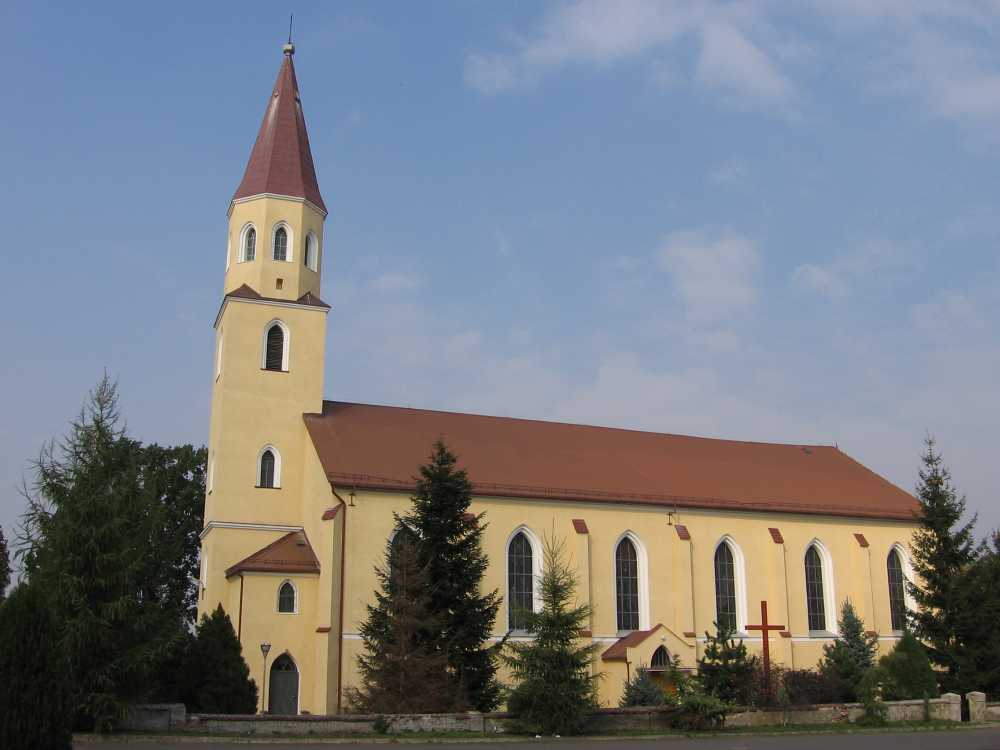
Peter-Paul-Kirche

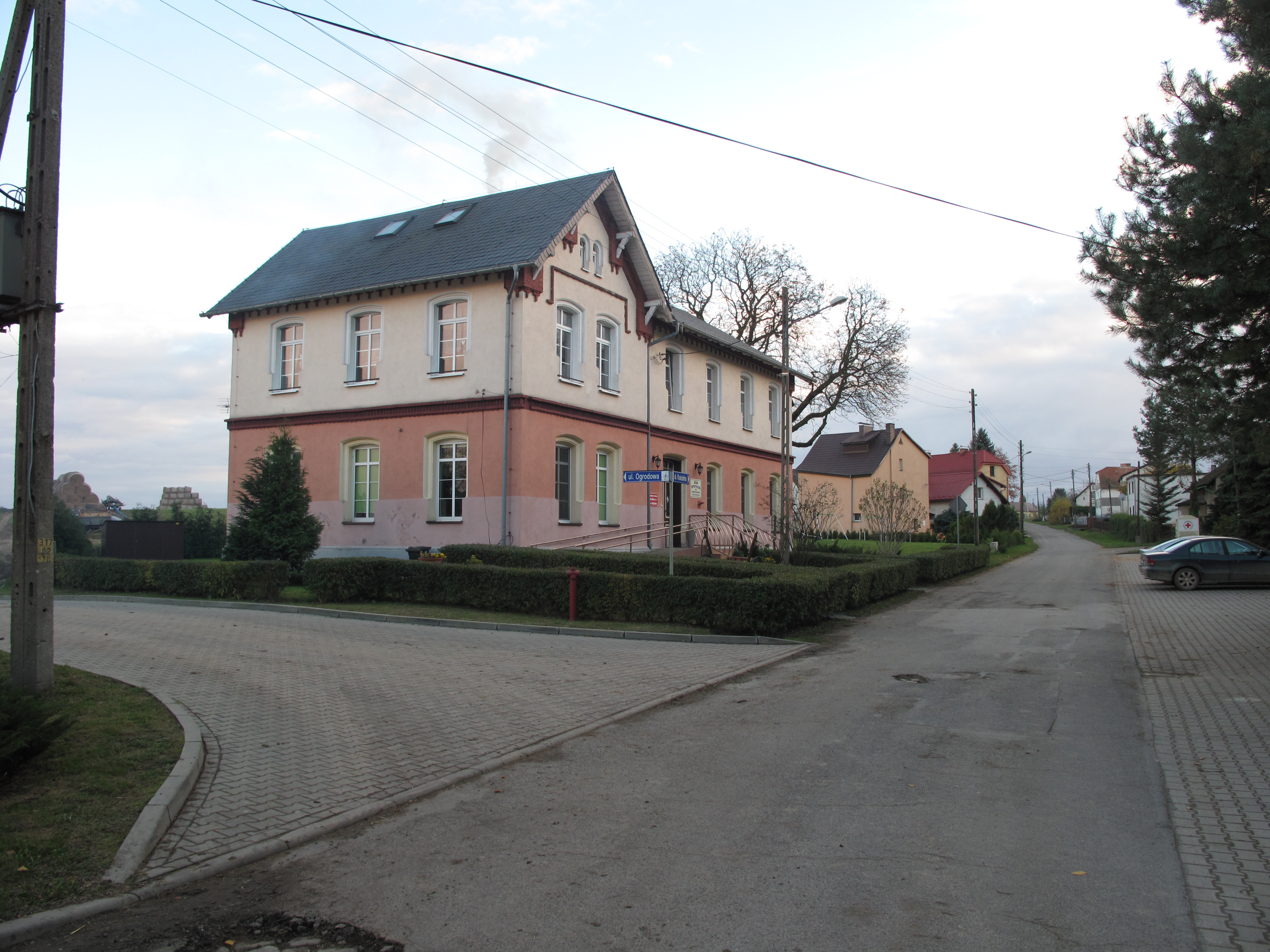
Das Begegnungshaus

Grzendzin liegt rund sechs Kilometer südlich vom Gemeindesitz Groß Neukirch, 20 Kilometer südlich von der Kreisstadt Kędzierzyn-Koźle (Kandrzin-Cosel) und 55 Kilometer südlich von der Woiwodschaftshauptstadt Oppeln.

## Geschichte
Der Ort entstand spätestens im 13. Jahrhundert und wurde 1294 erstmals urkundlich erwähnt. 1384 folgte eine Erwähnung als Grensen und 1532 als Grzetzyn.
Der Ort wurde 1783 im Buch Beyträge zur Beschreibung von Schlesien als Grzendzin erwähnt, gehörte einem Freiherrn von Kalkreuter und lag im Kreis Cosel des Fürstentums Oppeln. Damals hatte er 149 Einwohner, ein Vorwerk, eine Mühle, eine katholische Parochialkirche, eine Schule, neun Bauern, 17 Gärtner und zwei Häusler. 1865 hatte Grzendzin neun Bauern, neun Gärtner, 22 Häusler, sechs Auszügler, einen Windmüller und einen Wassermüller. Die zweiklassige katholische Schule wurde von 275 Kindern besucht.
Bei der Volksabstimmung in Oberschlesien am 20. März 1921 stimmten im Ort 424 Wahlberechtigte für einen Verbleib Oberschlesiens bei Deutschland und 53 für eine Zugehörigkeit zu Polen. Grzendzin verblieb nach der Teilung Oberschlesiens beim Deutschen Reich. 1936 wurde der Ort im Zuge einer Welle von Ortsumbenennungen der NS-Zeit in Grenzburg umbenannt. Bis 1945 befand sich der Ort im Landkreis Cosel.
1945 kam der bis dahin deutsche Ort unter polnische Verwaltung und wurde anschließend der Woiwodschaft Schlesien angeschlossen und ins polnische Grzędzin umbenannt. Der Landkreis Cosel wurde in Powiat Kozielski umbenannt. 1950 kam der Ort zur Woiwodschaft Oppeln. 1975 wurde der Powiat Kozielski aufgelöst. 1999 kam der Ort zum neugegründeten Powiat Kędzierzyńsko-Kozielski. Am 29. April 2011 erhielt der Ort zusätzlich den amtlichen deutschen Ortsnamen Grzendzin.

## Sehenswürdigkeiten
- Römisch-katholische Peter-Paul-Kirche im neogotischen Stil aus dem Jahr 1875 mit verputzter Fassade
- Kapelle im neogotischen Stil aus dem Jahr 1880 mit roter Ziegelsteinfassade
- Haus der Begegnung
- Wegkreuze